# Азатська сільська адміністрація
Аза́тська сільська адміністрація (каз. Азат ауылдық әкімдігі, рос. Азатская сельская администрация) — адміністративна одиниця у складі Аккольського району Акмолинської області Казахстану. Адміністративний центр та єдиний населений пункт — село Азат.
Населення — 969 осіб (2021; 1152 у 2009, 1478 у 1999, 1754 у 1989).
Станом на 1989 рік існувала Івановська сільська рада (села Івановка, Первомайка), з 1993 року — Івановський сільський округ (село Івановське), село Первомайка увійшло до складу Карабулацького сільського округу Степногорської міської адміністрації. 2007 року Івановський сільський округ перетворено в Азатську сільську адміністрацію.